# Stephen Harvey
Stephen Craig „Steve“ Harvey (* 13. April 1940 in Bakersfield) ist ein US-amerikanischer Biophysiker, Strukturbiologe und Hochschullehrer an der University of Alabama.
Stephen „Steve“ Harvey studierte an der University of California, Berkeley mit dem Bachelor-Abschluss 1963, war 1963 bis 1965 Ingenieur bei Aerojet General (Raketentests für das Apollo-Programm), 1965 bis 1967 Freiwilliger im Peace Corps in Kolumbien und wurde 1971 am Dartmouth College in Biophysik promoviert. Danach war er an der University of Alabama, an der er 1973 Assistant Professor wurde und 1986 eine volle Professur für Physik, Biochemie und Molekulargenetik erhielt. Danach war er Professor am Georgia Institute of Technology, wo er Emeritus Professor ist und Georgia Research Alliance Eminent Scholar. Er ist auch Adjunct Professor an der University of Pennsylvania.
Er befasst sich mit Struktur und Dynamik biologischer Makromoleküle, insbesondere mit Nukleinsäuren, Virus-Struktur und deren Selbstzusammenbau, dem Ribosom (Struktur-Funktionsbeziehungen) und High Density Lipoprotein (HDL) und Low Density Lipoprotein (LDL). Er verwendet verschiedenste Methoden der Computermodellierung und molekularen Mechanik.
Mit J. Andrew McCammon verfasste er ein Lehrbuch über Molekulare Mechanik und Dynamik in der Biochemie.
Stephen Harvey ist Fellow der American Chemical Society (ACS), der Biophysical Society, der  American Physical Society, der American Society of Biological Chemists und der American Association for the Advancement of Science. Er ist Mitglied der Federation of American Scientists.

## Schriften
- mit J. Andrew McCammon: Dynamics of Proteins and Nucleic Acids, Cambridge University Press, 1987
- The Scrunchworm Hypothesis: Transitions Between A-DNA and B-DNA Provide the Driving Force for Genome Packaging in Double-Stranded DNA Bacteriophages, J Struct Biol 189:1-8 (2015).
- mit M.R. Smyda:The Entropic Cost of Polymer Confinement, J Phys Chem B 116, 10928–10934 (2012).
- mit A.S. Petrov, B. Devkota,  M.B. Boz: Computational Approaches to Modeling Viral Structure and Assembly, Methods Enzymol 487, 513–543 (2011).
- mit A.S. Petrov: Packaging Double-Helical DNA into Viral Capsids: Structures, Forces and Energetics, Biophys J 95, 497–502 (2008).
- mit J.A. Mears, M.R. Sharma, R.R. Gutell, A.S. McCook, P.E. Richardson, T.R. Caulfield, R.K. Agrawal: A Structural Model of the Mitochondrial Ribosome, J. Mol. Biol. 358, 193–212 (2006).
- mit J.P. Segrest, M.K. Jones, A.E. Klon, C.J. Sheldahl: Apolipoprotein A-I in Discoidal High Density Lipoprotein: A Detailed Molecular Belt Model, J. Biol. Chem. 274, 31755–31758 (1999).